# حزب سوسیالیست مکزیک
حزب سوسیالیست مکزیک (به اسپانیایی: Partido Socialista de México‎) یک حزب سیاسی با ایدئولوژی سوسیالیسم در کشور مکزیک است که در سال ۲۰۰۱ تأسیس شد. این حزب توسط رافائل آگیلار تالامانتس هدایت می‌شود.
این حزب با کسب ۳۲۸ رأی در انتخابات شهرداری ۲۰۰۱ در تلاسکالا شرکت کرد. در شهرداری سان پابلو دل مونته ۱۶۰ رای (۰/۸٪) به دست آورد. در انتخابات روسای جمهور شهرداری ۲۰۰۲ در گوئررو، ۱۲۱۸ رأی به دست آورد. در انتخابات نمایندگان محلی، ۲۴۴۹ رأی به دست آورد.
در سال ۲۰۰۴، آگیلار اعلام کرد که این حزب در سطح ملی فعال و رسمی شده‌است.